# 하안도서관
하안도서관은 경기도 광명시 소재의 도서관이다.

## 연혁
- 1993. 05. 08 광명시립도서관 준공
- 1993. 07. 16 광명시립도서관 관리 운영조례 공포
- 1993. 07. 20 광명시립도서관 개관
- 1995. 01. 25 광명시립도서관 증축
- 2006. 12. 15 광명시하안도서관 리모델링 공사 착공
- 2007. 04. 05 광명시지식정보사업소 시립도서관 운영조례 개정
- 2007. 08. 01 광명시하안도서관 재개관

## 시설현황
- 옥상: 하늘정원(옥외 휴게실)
- 4층: 문화교실Ⅰ, 동아리실, 청소년열람실(남자), 일반열람실Ⅱ, 공통실(남자), 쉼터
- 3층: 디지털자료실, 청소년열람실(여자), 일반열람실Ⅰ, 공통실(여자), 쉼터
- 2층: 종합자료실, 복사실
- 1층: 늘푸른어린이도서관, 문화교실Ⅱ, 사무실, 이동도서관, 안내실
- 지하1층: 식당, 매점, 보존서고, 기계실